# Julie Jášová
Julie Kovářová Jášová (České Budějovice, 14 de setembro de 1987) é uma voleibolista indoor da República Tcheca, atuante na posição de Líbero, com marca de alcance de 295 cm no ataque e 280 cm no bloqueio, e servido a seleção checa conquistou a medalha de ouro na edição da Liga Europeia de 2012 na República Tcheca.

## Carreira
A família de Julie é ligada ao esporte, filha da ex-voleibolista profissional Barbora Jašová, sua irmã aos 14 de idade atuava como futebolista do Slavia Praha e na seleção checa juvenil e na mesma modalidade seu irmão aos 12 anos estava vinculado ao Dínamo České Budějovice, filha do renomado jornalista esportivo Kamil Jáša que fez cobertura do voleibol feminino.Pela estatura abaixo dos padrões do voleibol mundial foi orientada pelo treinador a deixar a posição de atacante (oposto) quando tinha 14 anos de idade e servindo a seleção checa na categoria infantojuvenil.
Começou a carreira pelo Slavie PF JČU České Budějovice permanecendo até 2003  e neste mesmo ano transfere-se para o Slavia Praha onde atuou até 2008, e no mesmo ano é contratada pelo KP Brno, depois a partir de 2010 atua fora do país pelo time alemão do VT Aurubis Hamburg onde jogou até 2013, depois, foi repatriada pelo Volejbalový klub Prostějov, conquistou sucessivos titulos nacionais.
Em 2012 foi convocada para representar a seleção checa na edição da Liga Europeia cuja fase final foi sediada em Karlovy Vary e contribuiu para a conquista do título inédito, e destacou-se individualmente sendo premiada a melhor líbero da competição.

## Títulos e resultados
Campeonato Tcheco
- Campeão:2013-14,2014-15,2015-16,2016-17,2017-18[3]
- Vice-campeão:2005-06

 Copa da República Checa
- Campeão:2013-14,2014-15,2015-16,2017-18[3]
- Vice-campeão:2016-17

## Premiações individuais
- Melhor Líberoda Liga Europeia de 2012[4]